# 아흐메드 나지프

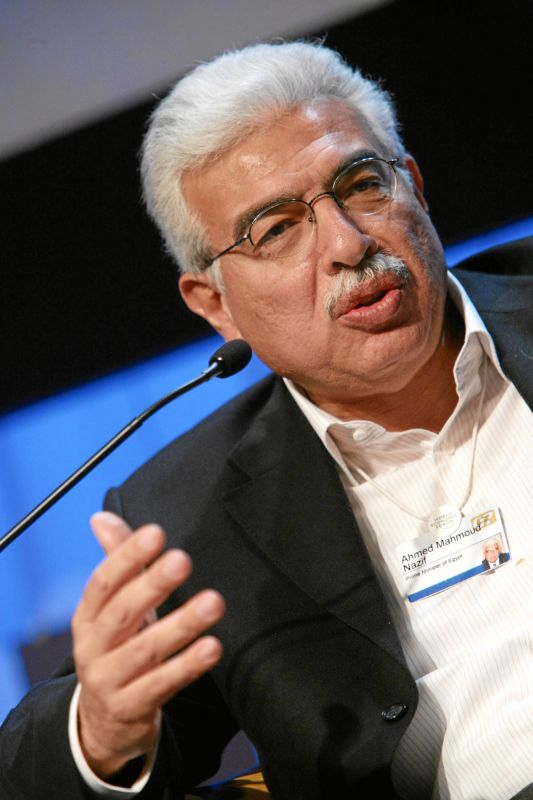
아흐메드 나지프

아흐메드 나지프(أحمد نظيف)는 이집트의 정치인으로, 2004년부터 2011년까지 이집트의 총리를 지냈다. 그가 속한 내각은 2011년 이집트 혁명으로 이어진 대중 봉기에 비추어 호스니 무바라크 대통령에 의해 해임되었다. 나지프는 2010년 3월 5일부터 4월 15일까지 이집트 대통령 권한대행을 하던 중 무바라크 대통령이 독일에서 수술을 받는 동안 자신의 권한을 나지프에게 위임했다.